# Rayo Vallecano de Madrid
Pour les articles homonymes, voir Rayo (homonymie).
Maillots
Actualités
Le Rayo Vallecano de Madrid est un club de football espagnol situé dans le quartier de Vallecas, à Madrid.

## Histoire

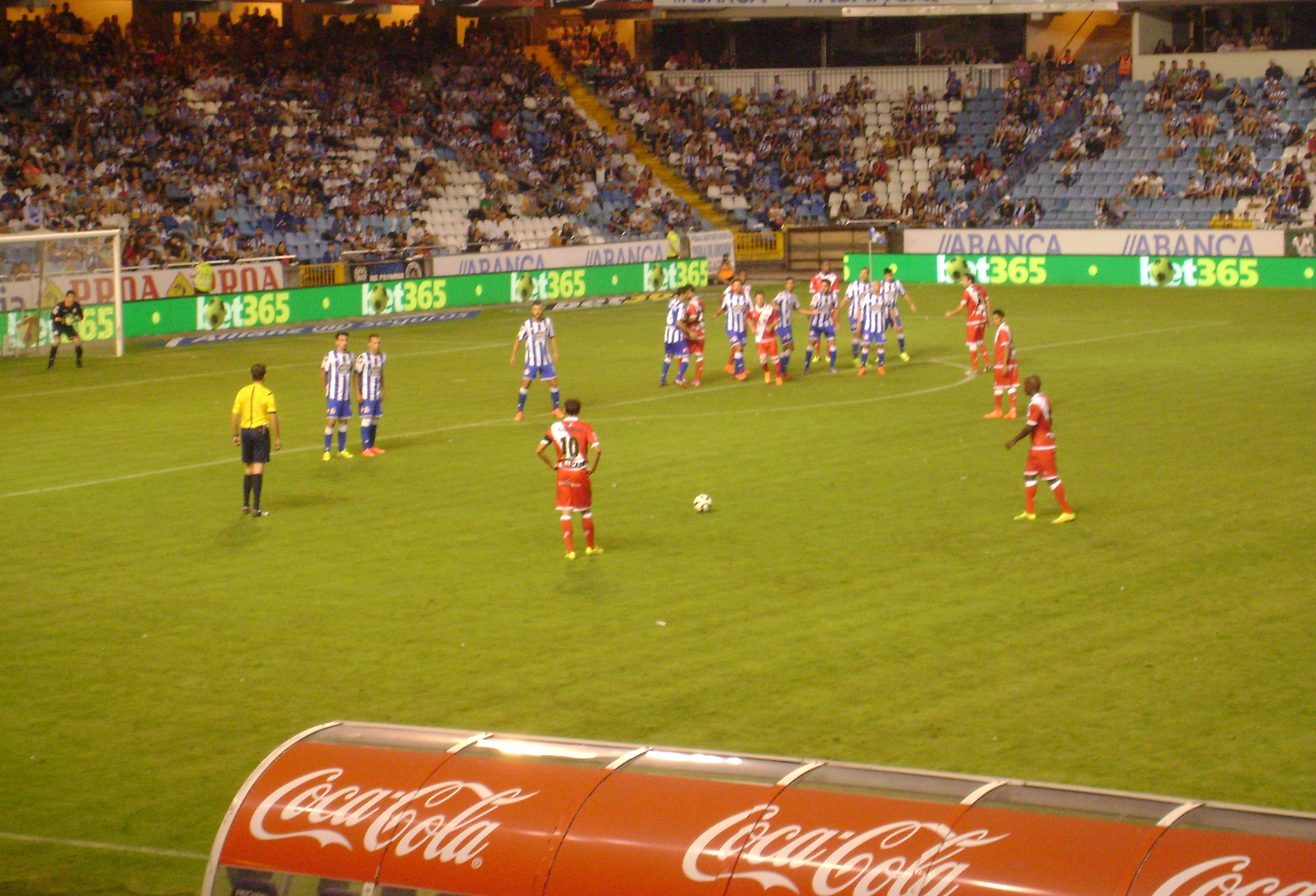
Deportivo de La Coruña vs. Rayo Vallecano.

Le 29 mai 1924 se fonde l'association sportive El Rayo.
À partir de 1931 jusqu'en 1936, le club participe au championnat de Fédération ouvrière de football.
Après deux relégations successives lors des saisons 2002-2003 et 2003-2004, le club remonte en Segunda A lors de la saison 2007-2008 puis en Primera División lors de la saison 2010-2011.
Invité par l'UEFA, le club accède aux quarts de finale de la Coupe UEFA lors de la saison 2000-2001.
En 2013, alors qu'ils finissent 8e en championnat, place qualificative pour la Ligue Europa 2013-2014 à la suite de l'exclusion du Malaga FC, ils sont exclus eux aussi du championnat européen à cause de difficultés financières entrainant un retrait de la licence UEFA.
Le 20 décembre 2015, le club enregistre une lourde défaite contre le Real de Madrid sur le score de 10 - 2.
En mai 2018, après deux saisons en deuxième division, le club entraîné par Miguel Ángel Sánchez Muñoz remonte en première division. Le club redescend en deuxième division en mai 2019 avant de remonter à l'issue des Plays-offs, deux ans plus tard, malgré une 6e place à l'issue de la saison.
Dates clés :
- 1924 : fondation du club sous le nom de AD Rayo Vallecano Vallecas
- 1994 : le club est renommé AD Rayo Vallecano de Madrid
- 1995 : le club est renommé Rayo Vallecano de Madrid

## Bilan sportif

### Palmarès
| Compétitions nationales | Compétitions régionales                                            |
| - Championnat d'Espagne de deuxième division - Champion (1) : 2018 - Vice-Champion (4) : 1989, 1992, 1995, 2011 - Championnat d'Espagne de troisième division - Vainqueur de groupe (2) : 1985 (Gr. II), 2008 (Gr. I) - Championnat d'Espagne de quatrième division - Vainqueur de groupe (2) : 1956 (Gr. XVI), 1965 (Gr. XIV). | - Trophée Semana del Sol-Ciudad de Marbella - Vainqueur (1) : 1989 |

### Bilan européen
Légende
- Victoire ou qualification pour le tour suivant
- Match nul
- Défaite ou élimination de la compétition

Note : dans les résultats ci-dessous, le score du club est toujours donné en premier.
| Saison    | Compétition      | Tour                | Club                    | Domicile | Extérieur | Total  |
| --------- | ---------------- | ------------------- | ----------------------- | -------- | --------- | ------ |
| 2000-2001 | Coupe UEFA       | Tour préliminaire   | Constel·lació Esportiva | 6 - 0    | 10 - 0    | 16 - 0 |
| 2000-2001 | Coupe UEFA       | Premier tour        | Molde FK                | 1 - 1    | 1 - 0     | 2 - 1  |
| 2000-2001 | Coupe UEFA       | Deuxième tour       | Viborg FF               | 1 - 0    | 1 - 2     | 2E - 2 |
| 2000-2001 | Coupe UEFA       | Seizièmes de finale | Lokomotiv Moscou        | 2 - 0    | 0 - 0     | 2 - 0  |
| 2000-2001 | Coupe UEFA       | Huitièmes de finale | Girondins de Bordeaux   | 4 - 1    | 2 - 1     | 6 - 2  |
| 2000-2001 | Coupe UEFA       | Quarts de finale    | Deportivo Alavés        | 2 - 1    | 0 - 3     | 2 - 4  |
| 2025-2026 | Ligue Conférence | Barrages Q          |                         | -        | -         | -      |

## Personnalités du club

### Présidents
| N° | Nom                     | Période   |
| -- | ----------------------- | --------- |
| 1  | Julián Huerta           | 1924–26   |
| 2  | José Montoya            | 1926–27   |
| 3  | Galo Andrés             | 1927–28   |
| 4  | José Antonio Sánchez    | 1929–30   |
| 5  | Anastasio Sánchez       | 1930–31   |
| 6  | Ángel Martínez          | 1931–36   |
| 7  | Miguel Rodríguez Alzola | 1939–43   |
| 8  | Ezequiel Huerta         | 1943–46   |
| 9  | José Rodríguez Rubio    | 1946–48   |
| 10 | Miguel Rodríguez Alzola | 1948–55   |
| 11 | Jerónimo Martínez       | 1955–58   |
| 12 | Tomás Esteras           | 1958–61   |
| 13 | Iván Roiz               | 1961–65   |
| 14 | Pedro Roiz              | 1965–73   |
| 15 | Marcelino Gil           | 1973–78   |
| 16 | Francisco Encinas       | 1978–80   |
| 17 | Luis Quer               | 1980–81   |
| 18 | Francisco Fontán        | 1981–89   |
| 19 | Pedro García Jiménez    | 1989–91   |
| 20 | José María Ruiz Mateos  | 1991–94   |
| 21 | Teresa Rivero           | 1994–2011 |
| 22 | Raúl Martín Presa       | 2011–     |

### Effectif professionnel actuel
Le premier tableau liste l'effectif professionnel des Franjirrojos pour la saison 2025-2026. Le second recense les prêts effectués par le club lors de cette même saison.
En grisé, les sélections de joueurs internationaux chez les jeunes mais n'ayant jamais été appelés aux échelons supérieurs une fois l'âge-limite dépassé ou les joueurs ayant pris leur retraite internationale.

### Anciens joueurs
- Miguel Albiol
- Fran Beltrán
- Luis Cembranos
- Coke
- Santi Comesaña
- Diego Costa
- Iago Falque
- Fran García
- Diego Llorente
- Diego López
- Michu
- Álex Moreno
- Pep Munné
- Saúl Ñíguez
- Isi Palazón (en)
- Lucas Pérez
- Alejandro Pozuelo
- Raúl de Tomás
- Ismael Urzáiz
- Jonathan Viera
- Paulo Gazzaniga
- Hugo Maradona
- Óscar Trejo
- / Franco Vázquez
- Aras Özbiliz
- Toni Polster
- Léo Baptistão
- Bebé
- Radamel Falcao
- Johan Mojica
- James Rodriguez
- Hernán Medford
- Laurie Cunningham
- Mark Draper
- Fabrice Moreau
- Éric Roy
- Jean-François Hernandez
- Luca Zidane
- Stole Dimitrievski
- Hugo Sánchez
- Wilfred Agbonavbare
- Luis Advíncula
- Gaël Kakuta
- Răzvan Raț
- Cedrick Mugisha

### Anciens entraîneurs[5]
- Antonio Ruiz
- Míchel
- Pepe Mel
- David Vidal
- Paco Jémez

## Records

### Joueurs les plus capés
| Pos° | Nom                | Carrière au club | Liga | Copa | Europe | Autres. | Total |
| ---- | ------------------ | ---------------- | ---- | ---- | ------ | ------- | ----- |
| 1    | Jesús Diego Cota   | 1984-2002        | 402  | 34   | 2      | 8       | 446   |
| 2    | Míchel             | 1993-2012        | 363  | 40   | 12     | 10      | 425   |
| 3    | Félix Barderas     | 1965-1978        | 364  | 34   | 0      | 2       | 400   |
| 4    | Miguel Uceda       | 1973-1985        | 358  | 10   | 0      | 4       | 372   |
| 5    | Ángel Luis Alcázar | 1993-2002        | 293  | 37   | 11     | 5       | 346   |
| 6    | Ignacio Bordons    | 1967-1975        | 268  | 32   | 0      | 2       | 302   |
| 7    | Antonio Anero      | 1972-1982        | 266  | 14   | 0      | 0       | 280   |
| 8    | Antonio Amaya      | 2003-2018        | 230  | 17   | 0      | 7       | 254   |
| 9    | Ángel Luis Morón   | 1976-1988        | 239  | 1    | 0      | 6       | 246   |
| 10   | Piti               | 2007-2017        | 216  | 10   | 0      | 7       | 233   |

Statistiques au 8 décembre 2018.

### Meilleurs buteurs
| Pos° | Nom                      | Carrière au club | Liga | Copa | Europe | Autres. | Total |
| ---- | ------------------------ | ---------------- | ---- | ---- | ------ | ------- | ----- |
| 1    | Míchel                   | 1993-2012        | 53   | 8    | 6      | 0       | 67    |
| 2    | Potele                   | 1967-1978        | 58   | 4    | 0      | 0       | 62    |
| 3    | Piti                     | 2007-2013        | 52   | 2    | 3      | 0       | 57    |
| 4    | Antonio Illán            | 1970-1974        | 52   | 3    | 0      | 1       | 56    |
| 5    | Jon Andoni Pérez         | 1998-2003        | 43   | 4    | 6      | 1       | 54    |
| 6    | José Agustín Soto García | 1985-1991        | 49   | 0    | 0      | 0       | 49    |
| 7    | Félix Barderas           | 1965-1978        | 36   | 5    | 0      | 1       | 42    |
| 8    | Guilherme                | 1994-1997        | 38   | 3    | 0      | 1       | 42    |
| 9    | Sergio Pachón            | 2007-2010        | 29   | 5    | 0      | 1       | 35    |
| 10   | Luis Cembranos           | 1999-2004        | 24   | 4    | 4      | 1       | 33    |

## Identité du club

### Maillot
Le maillot du Rayo Vallecano est facilement reconnaissable grâce à sa bande rouge diagonale.
Cette bande rouge a été inspirée par le club argentin de River Plate, dont les dirigeants du club étaient fan à la fin des années 40. En 1978, les deux équipes organisent même un match amical, remporté 1-0 par les Argentins.

### Supporters
Le principal groupe de supporters du Rayo se nomme "Bukaneros 92". Très impliqués quotidiennement dans la vie de leur quartier de Vallecas, ces supporters forment une réelle communauté dans un lieu qui a connu vague d'immigrations, pauvreté, et un passé ouvrier très fort. Ils se revendiquent d'extrême-gauche et anti-fascistes. Ils leur arrive également d'organiser des actions humanitaires[réf. nécessaire].
Présents et très bruyants à tous les matchs du Rayo (domicile ou extérieur), ces supporters, sont connus partout en Espagne pour leur ferveur. Le groupe est également très impliqué dans la vie du club. Lorsque Paco Jémez entrainait l'équipe, une délégation de supporters venait dans les vestiaires au début de chaque saison afin de s'entretenir avec les joueurs et le staff. Ils leur expliquent ainsi quelles sont les attentes, sur quoi les joueurs seront jugés, mais ils leur font aussi bien comprendre que le club sera toujours plus grand qu'eux.
Une anecdote prouvant cette importance et l'orientation politique du groupe: En 2017, le club se fait prêter Roman Zozulya pendant le mercato d'hiver. À cause de ses présumées relations avec l'extrême droite ukrainienne, les supporters expriment leur mécontentement et s'opposent à son arrivée au club. Après plusieurs manifestations dans le quartier et devant le centre d'entrainement, le Rayo renvoie le joueur à Séville avant même qu'il ait jamais pu porter le maillot à bande rouge. Le groupe de rock espagnol Ska-P, originaires de Vallecas, sont de fervents supporter du club. Ils ont ainsi composé des chants pour l'équipe.

## Franchise affiliée
Le Vallecano a disposé à dater du 10 novembre 2015, d'une équipe affiliée, le Rayo OKC, franchise américaine faisant ses débuts en 2016 dans la North American Soccer League, la deuxième division nord-américaine. Malheureusement la franchise américaine a cessé ses activités en 2017,.